# 奧伊拉赫河
47°30′36″N 8°41′01″E / 47.51003°N 8.68361°E

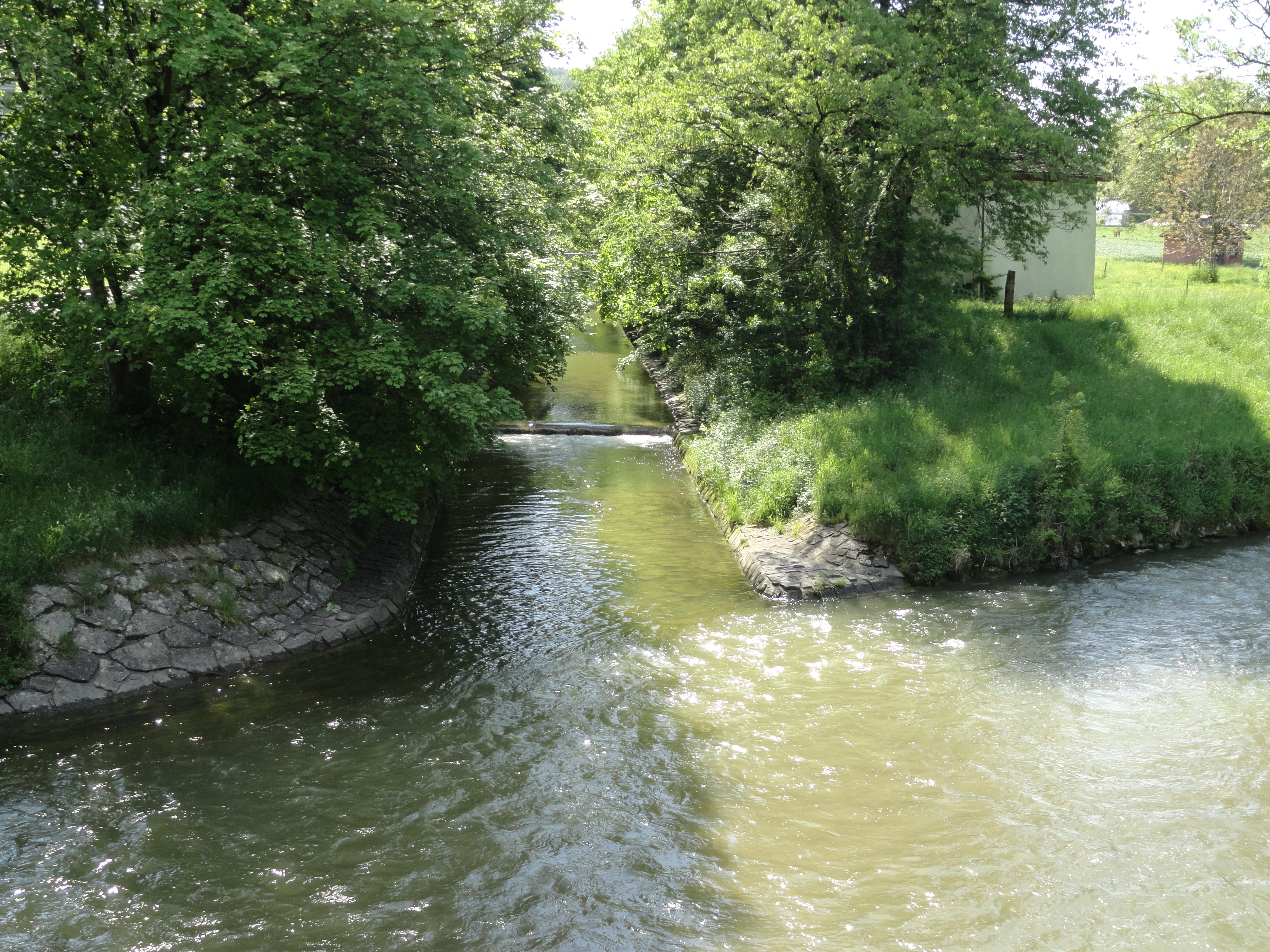

奧伊拉赫河是瑞士的河流，位於該國北部，流經蘇黎世州，屬於特斯河的支流，河道全長21公里，流域面積74平方公里，發源自霍夫施泰滕，河口處在溫特圖爾附近。